# نورة هرية
النَّوْرَة الهرّيّة أو الهُرَيرة أو القِدَّة أو الشِّبرِقة أو عسيل الصفصاف أو زهرة الصفصاف (بالإنجليزية: Catkin) هي نورة هرية تكون على شكل كتلة زهر إسطوانية الشكل تتلقح عن طريق الرياح ولكن في بعض الأوقات عن طريق الحشرات كما في نبات الصفصاف. قد تحتوي على بتلات وقد لا تحتوي على أي بتلة.

## معرض الصور

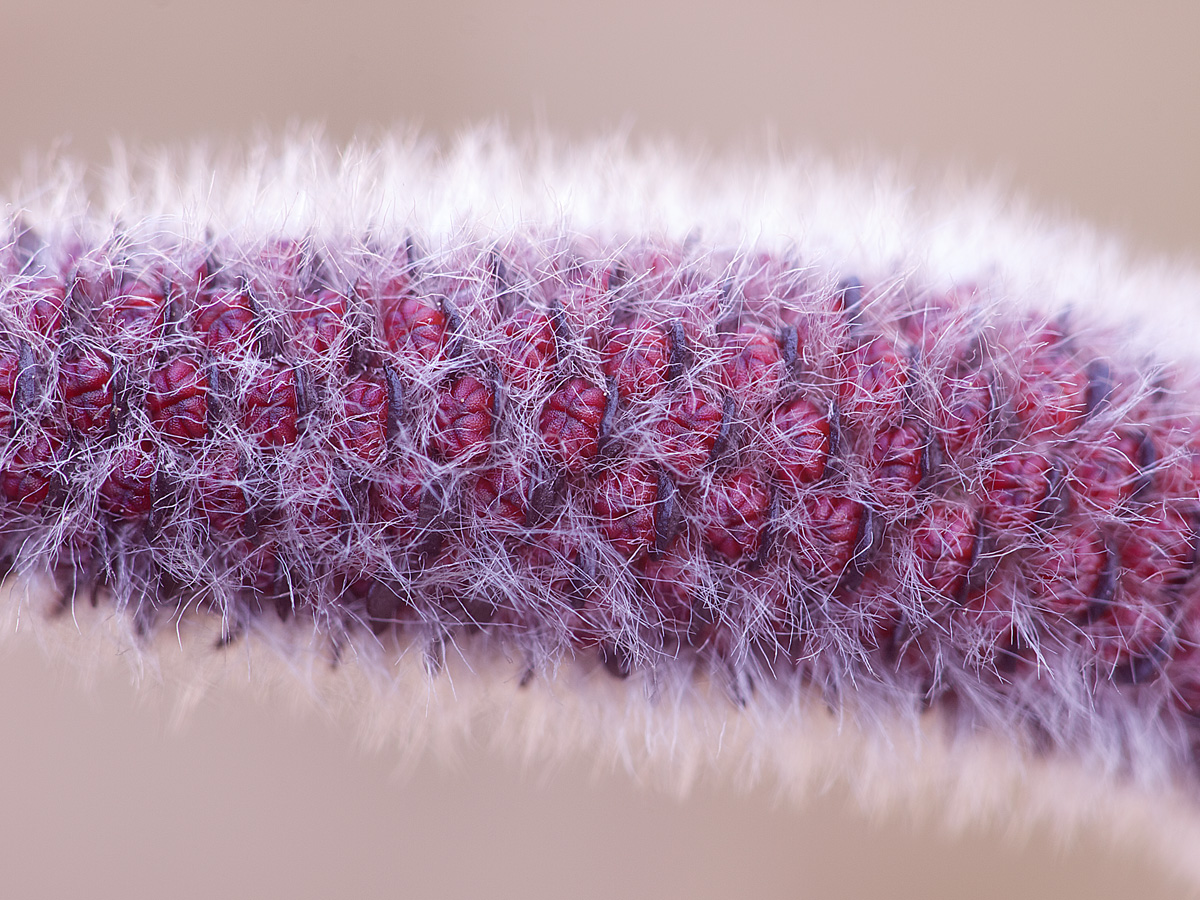
عسيل صفصاف ذكري صغير
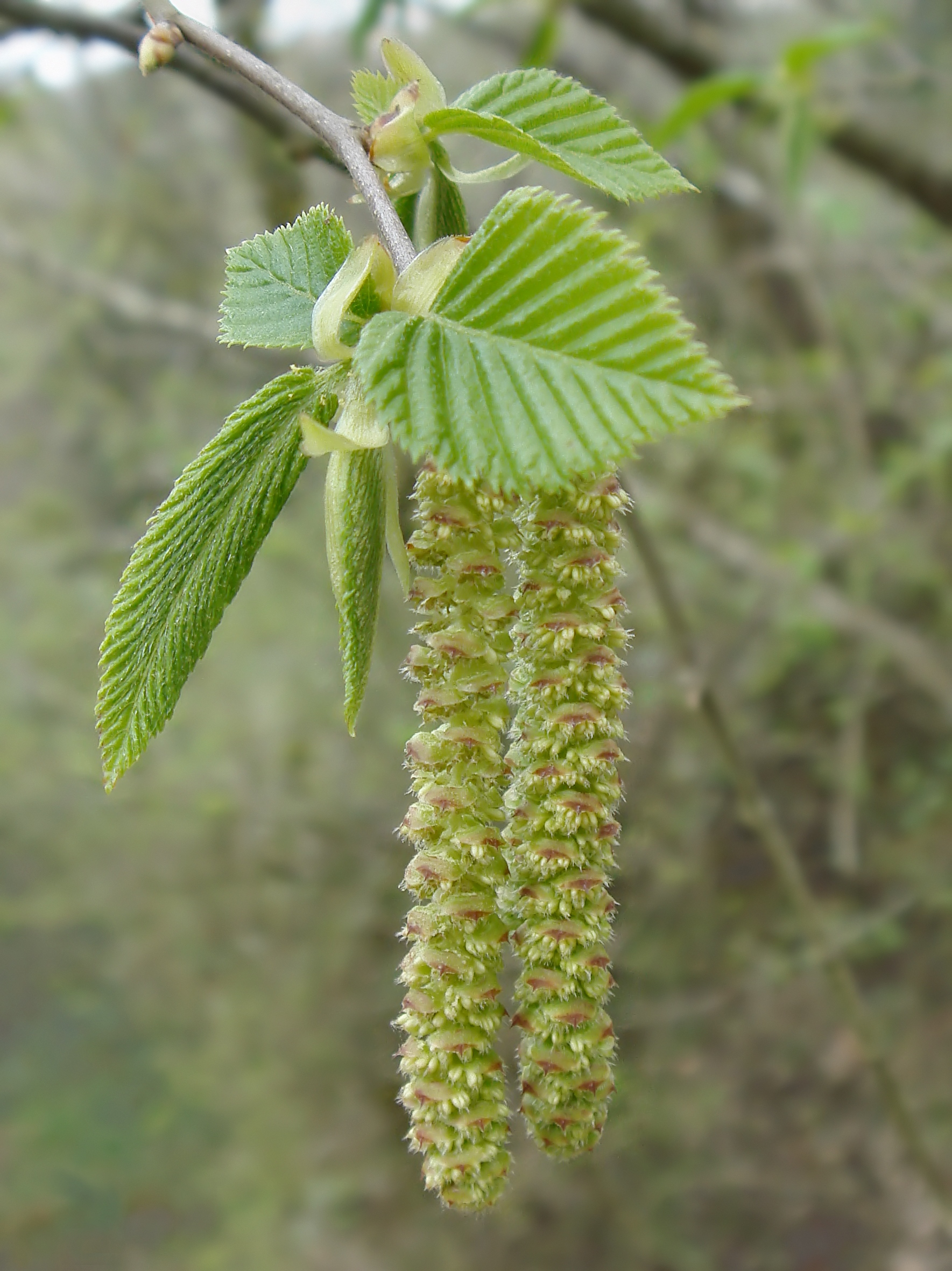
عسيل ذكري على نبات Ostrya carpinifolia
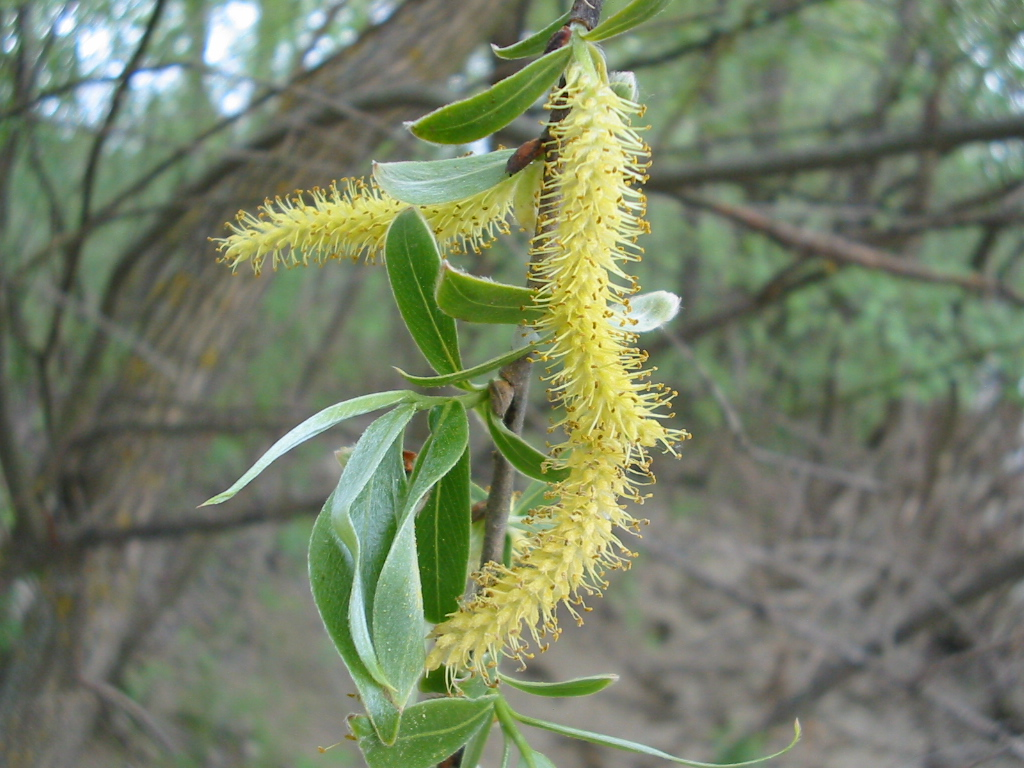
عسيل صفصاف ذكري على نبات الصفصاف
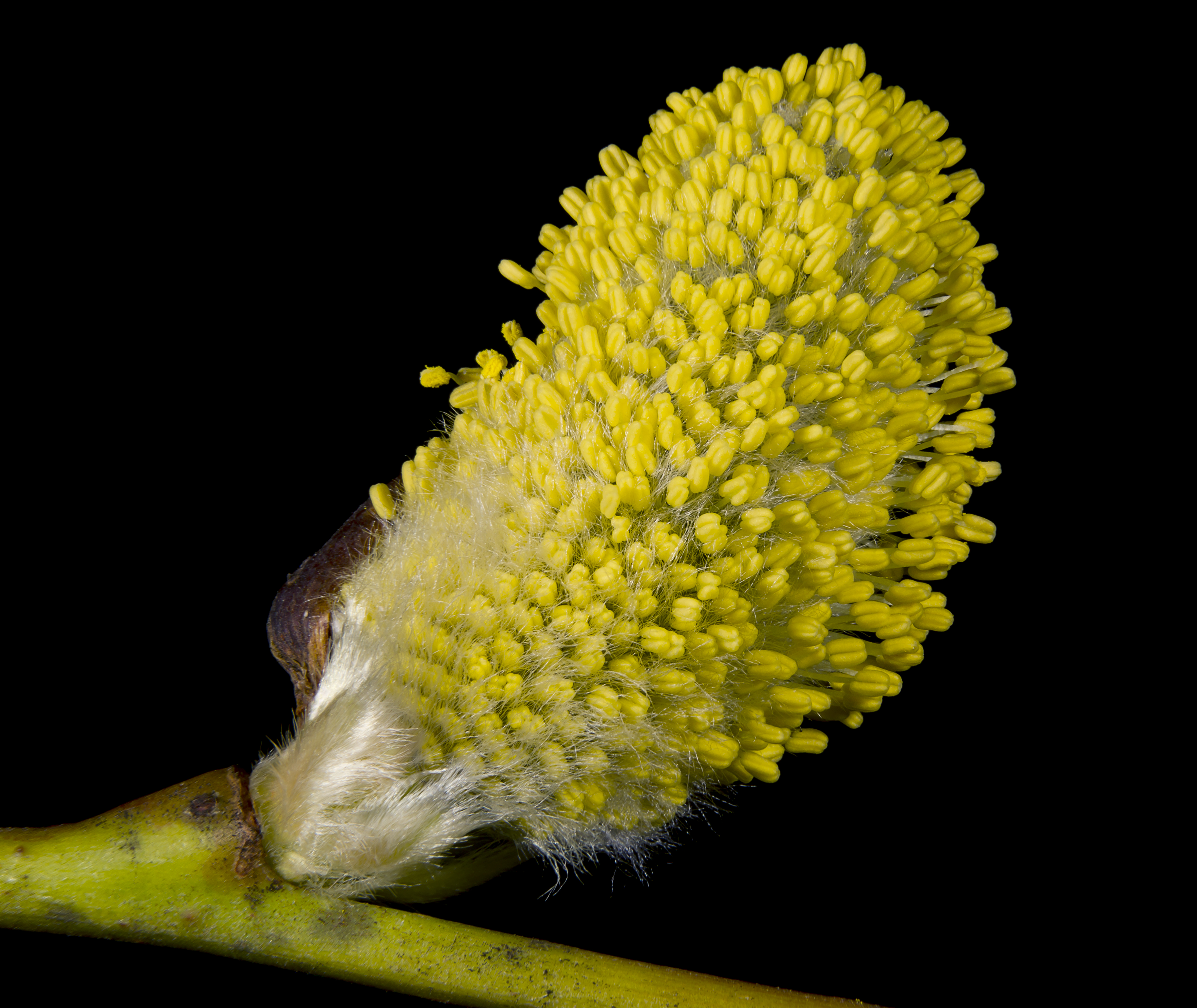
عسيل صفصاف ذكري مزهر على نبات الصفصاف
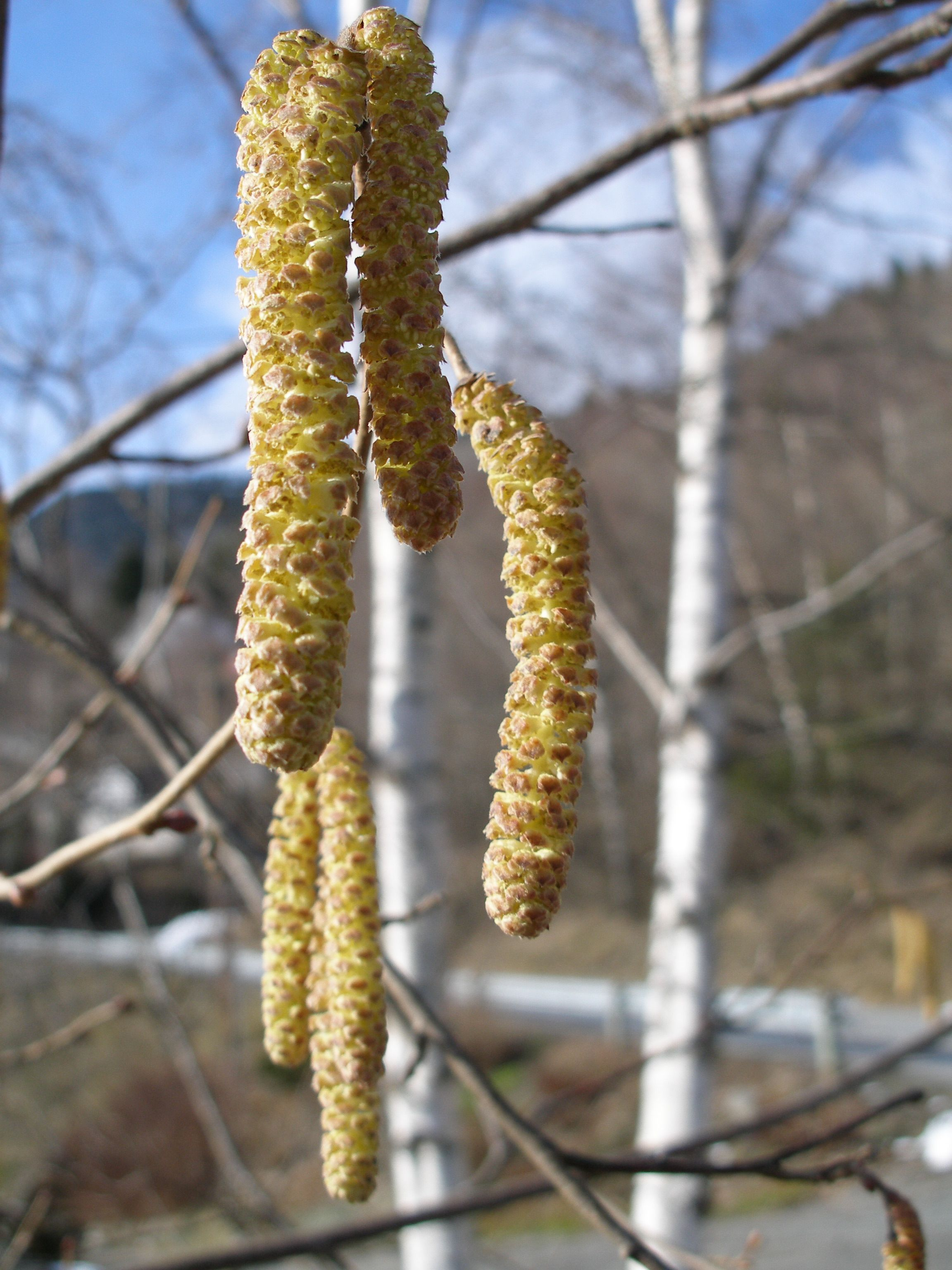
عسيل صفصاف ذكري على نبات البندق الشائع
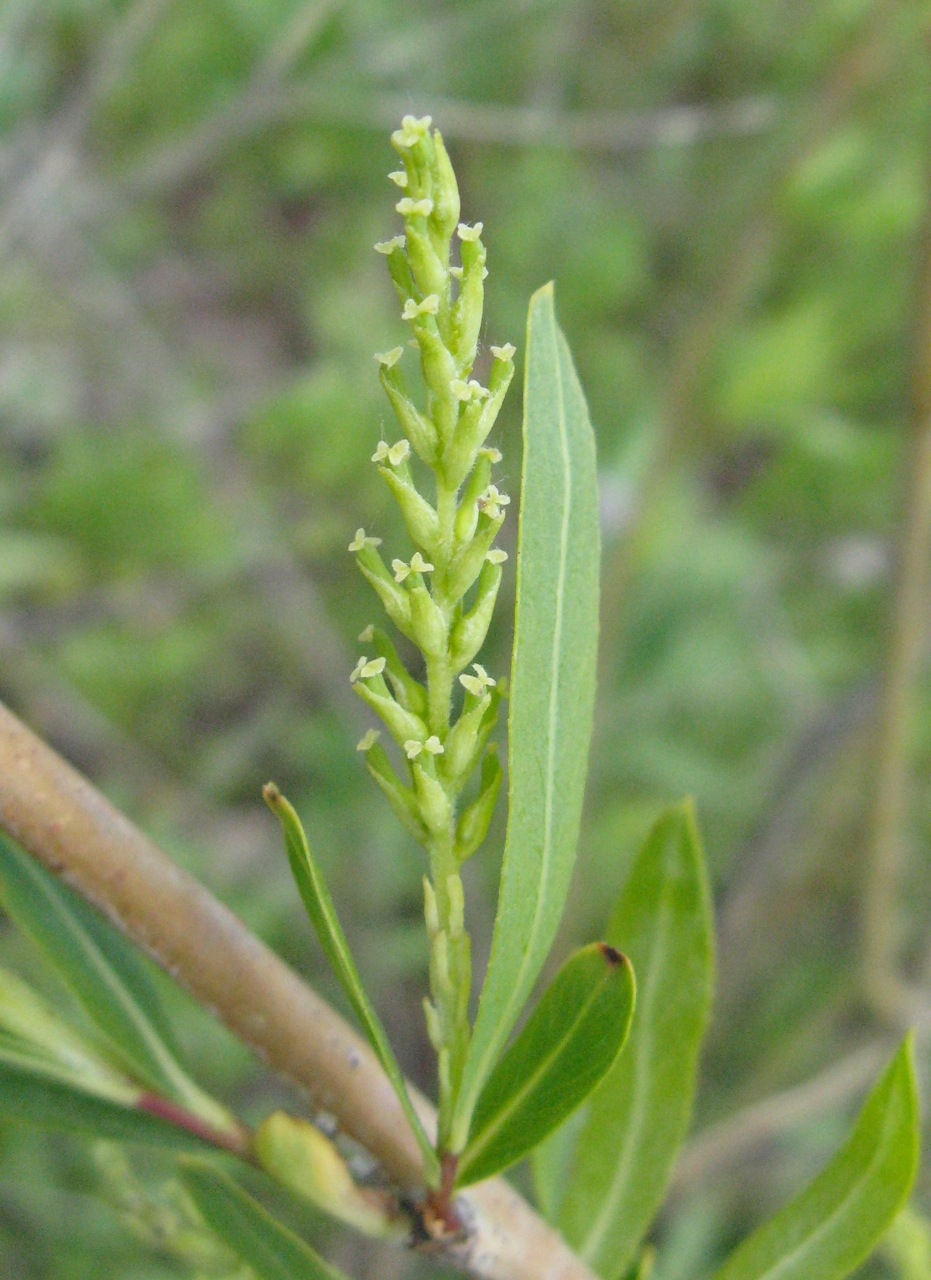
عسيل صفصاف أنثوي على نبات الصفصاف